# Credo
Credo («Кредо», дослівно з латинської — «Вірую») — один із розділів католицької меси, в основі якого лежить текст Нікейського символу віри.

## Історія
Нікейський символ віри був сформульований на Першому Нікейському соборі (325) і доповнений на Першому Константинопольському соборі (381). У літургіях символ віри почали використовувати в Антиохії близько 480 році, а незабаром і в інших східних християнських церквах. На Заході цей символ був уперше уведений у літургію в Толедо 589 року. Також на Заході до Нікейського символу віри було додано «filioque», проте на Сході це введення не було прийнято і пізніше стало одним із предметів суперечок між католицизмом і православ'ям. Сучасна католицька меса традиційно включає «filioque» до тексту «Credo».

## Кредо як музичний жанр
Будучи відносно пізно введеним до літургії, Credo є найдовшим текстом із Ординарію мес. На відміну від інших частин меси, відомо дуже небагато григоріанських хоралів «Кредо». Збірка «Liber Usualis» має лише три мелодії Credo, що позначені як «Credo I», «Credo V» та «Credo VI», причому «Credo I» часто розглядалося як єдине автентичне кредо. Ця мелодія з'являється в рукописах XI століття, хоча вважається, що вона значно старіша і в оригіналі була складена на текст грецькою мовою. Вона майже повністю силабічна і містить багато повторень музичних фраз.
Як і в «Глорії», першу строфу кредо («Credo in unum Deum») традиційно заспівує священник (або соліст), тоді як хор приєднується з другої строфи. Ця традиція прослідковується у Середньовіччі та за доби Відродження, а також не втрачається і пізніше. Наприклад у месі І.Стравінського кредо відкривається сольним заспівом на мелодію «Credo I». Проте в месах класичного і романтичного періоду (наприклад у пізніх месах Й. Гайдна, або «Missa Solemnis» Л. Бетховена) хор включається з першої строфи.
В епоху розквіту ранньої поліфонії (XV–XVI століття) «Credo» як правило було найдовшою частиною, проте більш гомофонічною у порівняні з іншими. В новий час багато композиторів писали «Credo» як частини мес. Відомі також «Кредо», як окремі твори, зокрема «Credo» А. Вівальді RV 591.

## Текст
| Credo in unum Deum, Patrem omnipoténtem, Factórem cæli et terræ, Visibílium ómnium et invisibílium. Et in unum Dóminum Iesum Christum, Fílium Dei Unigénitum, Et ex Patre natum ante ómnia sæcula. Deum de Deo, lumen de lúmine, Deum verum de Deo vero, Génitum, non factum, consubstantiálem Patri: Per quem ómnia facta sunt. Qui propter nos hómines et propter nostram salútem: Descéndit de cælis. Et incarnátus est de Spíritu Sancto: Ex María Vírgine, et homo factus est. Crucifíxus étiam pro nobis sub Póntio Piláto; Passus, et sepúltus est, Et resurréxit tértia die, secúndum Scriptúras, Et ascéndit in cælum, sedet ad déxteram Patris. Et íterum ventúrus est cum glória, Iudicáre vivos et mórtuos, Cuius regni non erit finis. Et in Spíritum Sanctum, Dóminum et vivificántem: Qui ex Patre Filióque procédit. Qui cum Patre et Fílio simul adorátur et conglorificátur: Qui locútus est per prophétas. Et unam, sanctam, cathólicam et apostólicam Ecclésiam. Confíteor unum baptísma in remissiónem peccatorum. Et expecto resurrectionem mortuorum, Et vitam ventúri sæculi. Amen. | Вірую в єдиного Бога: Отця, вседержителя, творця неба й землі: і всього видимого і невидимого. І в єдиного Господа Ісуса Христа, Сина Божого, єдинородного, від Отця родженого перед всіма віками. Бога від Бога, Світло від Світла. Бога Істинного від Бога істинного, родженого, несотвореного, єдиносущного з Отцем, що через нього все сталося. Він задля нас людей і нашого ради спасіння: зійшов із небес, і воплотився з Духа Святого: і Марії Діви, і стався чоловіком. І був розп'ятий за нас за Понтія Пілата, і страждав, і був похований. І воскрес у третій день, згідно з писанням. І вознісся на небо, і сидить праворуч Отця. І вдруге прийде зо славою, судити живих і мертвих, а його царству не буде кінця. І в Духа Святого, Господа, животворящого, що від Отця і Сина ісходить, що з Отцем і Сином рівнопоклоняємий і рівнославимий, що говорив через пророків. В єдину, святу, соборну й апостольську Церкву. Ісповідую одне хрещення на відпущення гріхів. Очікую воскресіння мертвих: І життя будучого віку. Амінь |